# Pelforth-Sauvage-Lejeune
L'equip Pelforth-Sauvage-Lejeune va ser un equip ciclista francès, de ciclisme en ruta que va competir entre 1960 a 1968.

## Principals resultats
- Quatre dies de Dunkerque: Joseph Groussard (1962)
- Milà-Sanremo: Joseph Groussard (1963)
- París-Niça: Jan Janssen (1964)
- Volta a Catalunya: Joseph Carrara (1964)
- Gran Premi del Midi Libre: André Foucher (1964, 1965)
- Volta a Limburg: Jos Dewit (1964)
- Lieja-Bastogne-Lieja: Carmine Preziosi (1965)
- Volta als Països Baixos: Jan Janssen (1965)
- Fletxa Brabançona: Jan Janssen (1966)
- Tour del Nord: Roger Milliot (1966)
- Bordeus-París: Jan Janssen (1966), Georges Van Coningsloo (1967), Émile Bodart (1968)
- París-Roubaix: Jan Janssen (1967)
- París-Luxemburg: Jan Janssen (1967)

### A les grans voltes
- Giro d'Itàlia
  - 0 participacions
  - 0 victòries d'etapa:
  - 0 classificació finals:
  - 0 classificacions secundàries:

- Tour de França
  - 5 participacions (1962, 1963, 1964, 1965, 1966)
  - 5 victòries d'etapa:
    - 2 el 1963: Jan Janssen, CRE
    - 2 el 1964: Jan Janssen (2)
    - 1 el 1965: Jan Janssen

  - 0 classificació finals:
  - 3 classificacions secundàries:
    - Classificació per punts: Jan Janssen (1964, 1965)
    - Premi de la Combativitat Henry Anglade (1964)
    - Classificació per equips: 1964

- Volta a Espanya
  - 2 participacions (1967, 1968)
  - 3 victòries d'etapa:
    - 1 el 1967: Jan Janssen
    - 2 el 1968: Jan Janssen (2)

  - 1 classificació finals:
    - Jan Janssen (1967

  - 2 classificacions secundàries:
    - Classificació per punts: Jan Janssen (1967, 1968)

## Composició de l'equip

### 1968
|
| Llista de l'equip 1968   | Llista de l'equip 1968 | Llista de l'equip 1968           | Llista de l'equip 1968 |
| Ciclista                 | Data de naixement      | Equip previ                      |                        |
| ------------------------ | ---------------------- | -------------------------------- | ---------------------- |
| Émile Bodart             | 8 de maig de 1942      |                                  |                        |
| Gilbert Capiau           | 4 de setembre de 1945  |                                  |                        |
| José Catieau             | 17 de juliol de 1946   |                                  |                        |
| René Chtiej              | 21 de gener de 1941    |                                  |                        |
| Philippe Crépel          | 12 de gener de 1945    |                                  |                        |
| Édouard Delberghe        | 4 de octubre de 1935   | Helyett-Fynsec-Hutchinson (1961) |                        |
| Jean-Pierre Ducasse      | 16 de juliol de 1944   |                                  |                        |
| Fernand Etter            | 4 de agost de 1941     |                                  |                        |
| Jean-Marie Gorez         | 8 de maig de 1945      |                                  |                        |
| Bernard Guyot            | 19 de novembre de 1945 |                                  |                        |
| Claude Guyot             | 16 de gener de 1947    |                                  |                        |
| Jan Janssen              | 19 de maig de 1940     |                                  |                        |
| Jean-Marie Leblanc       | 28 de juliol de 1944   |                                  |                        |
| Jean-Claude Lefebvre     | 11 de gener de 1933    |                                  |                        |
| Robert Legein            | 31 de juliol de 1945   |                                  |                        |
| Roger Milliot            | 26 de juny de 1943     |                                  |                        |
| Willy Monty              | 11 de octubre de 1939  |                                  |                        |
| Maurice Morin            | 24 de novembre de 1942 |                                  |                        |
| Hubert Niel              | 27 de abril de 1941    |                                  |                        |
| José Samyn               | 11 de maig de 1946     |                                  |                        |
| Johny Schleck            | 22 de novembre de 1942 |                                  |                        |
| Bernard Van De Kerckhove | 8 de juliol de 1941    | Ford France-Hutchinson (1966)    |                        |
| Armand Van den Bempt     | 26 de setembre de 1943 |                                  |                        |
| Jean Vidament            | 24 de gener de 1944    |                                  |                        |
|                          |                        |                                  |                        |
| Font: UCI                |                        |                                  |                        |